# 托休山
托休山（Tochuhorn），是瑞士的山峰，位於該國西南部，由瓦萊州負責管轄，屬於本寧阿爾卑斯山脈的一部分，海拔高度2,661米，每年平均降雨量2,221毫米。